# David Mangnall
David Mangnall (Nantwich, 21 settembre 1905 – Penzance, 10 aprile 1962) è stato un allenatore di calcio e calciatore inglese, di ruolo attaccante.